# فاليريو بيفا
فاليريو بيفا (بالإيطالية: Valerio Piva)‏ ولد بتاريخ 5 يوليو 1958 في إيطاليا، هو دراج إيطالي سابق.

## روابط خارجية
- فاليريو بيفا على موقع أرشيف الدراجات (الإنجليزية)
- فاليريو بيفا على موقع إحصائيات الدراجات الإحترافية (الإنجليزية)
- فاليريو بيفا على موقع CycleBase (الإنجليزية)